# Rika Hopper
Henderika Ellina Hopper (Assen, 24 oktober 1877 – Amsterdam, 1 januari 1964), bekend als de actrice Rika Hopper, was een van de 'grandes dames' van het Nederlandse toneel gedurende de eerste helft van de twintigste eeuw.

## Levensloop
Oorspronkelijk was zij van plan om medicijnen te gaan studeren. Ze viel echter op tijdens een schoolfeestje. Haar ouders twijfelden en vroegen advies aan Aletta Jacobs, die haar een studie aan het Conservatorium van Amsterdam aanraadde. Daarvoor bleek ze te jong. Ze koos in 1892 daarom voor een opleiding aan de Amsterdamse Toneelschool, mede op aanwijzing van Aletta Jacobs. In 1896 haalde zij haar diploma en debuteerde in Een zondares van W. Collins. Vervolgens speelde zij 22 jaar bij de K.V.H.N.T. en drie jaar bij het gezelschap van Herman Heijermans. In 1922 richtte zij een eigen gezelschap op, waarmee ze op tournee ging door Nederland en België. Vanaf 1927 bespeelde zij haar eigen Rika Hopper Theater. Het eerste stuk waarmee zij optrad was Het leven grijpt... van Knut Hamsun.
Ze werd in 1924 benoemd tot Officier d'Académie en in 1947 tot Officier in de Orde van Oranje Nassau.
Op 25 maart 1954 kondigde zij haar afscheid van het Nederlands toneel aan. Ze zou nog maandenlang de rol van keizerin-weduwe in Anastasia vertolken; in juli 1955 zou haar definitieve afscheid plaatsvinden. Bij haar laatste optreden in de Utrechtse Stadsschouwburg was koningin Juliana der Nederlanden aanwezig. Na haar afscheid zat ze regelmatig in de zaal. Ze kwam echter nog een maal terug. Ze viel na een korte inleestijd in voor actrice Magda Janssens tijdens Lieve schim van Nieuwe Comedia in het De La Mar Theater. 
Bij haar dood schreef de NRC in een herdenkingsartikel: "Zij gaat de toneelgeschiedenis in als een actrice met een voortreffelijke dictie en een voorname allure, een die haar vak verstond en haar werk tot in de finesses verzorgde".

## Theater
Aan de Plantage Middenlaan in Amsterdam was tot 1938 het Rika Hopper Theater gevestigd, dat ze samen met Van Hoven leidde. In het geboortejaar van prinses Beatrix der Nederlanden veranderde de naam van dit theater in Beatrixtheater. Nu heet dit theater Desmet Studio's Amsterdam.

## Persoonlijk
Ze was dochter van Anna Ellina Cazemir en leraar Pieter Henricus Hopper. Rika Hopper was van 1912 tot haar echtscheiding in 1921 getrouwd met de arts Djurre de Jong (1882-1957). In 1926 hertrouwde ze met Jacques David Citroen (1885-1942), bekend als de acteur en regisseur Jacques van Hoven, van wie ze in 1938 scheidde.  Hij werd in 1942 gedeporteerd en omgebracht in het concentratiekamp Auschwitz. Ze kreeg rondom Kerst 1963 een beroerte; ze raakte bewusteloos en overleed na aan de gevolgen in haar woning aan de Henri Polaklaan. Ze werd begraven op De Nieuwe Ooster.

## Film
Ze was, tijdens haar lange carrière, te zien in drie films:
- Pro domo - regie: Theo Frenkel sr. (1918)
- L'oeuvre immortelle - regie: Jules Divivier, (1925)
- De Jantjes - regie: Jaap Speyer, (1934)

## Televisie
- De verloren melodie - VARA seizoen '52/'53
- Anastasia - VARA seizoen '53/'54
- Cesare - VARA seizoen '57/'58

## Beelden

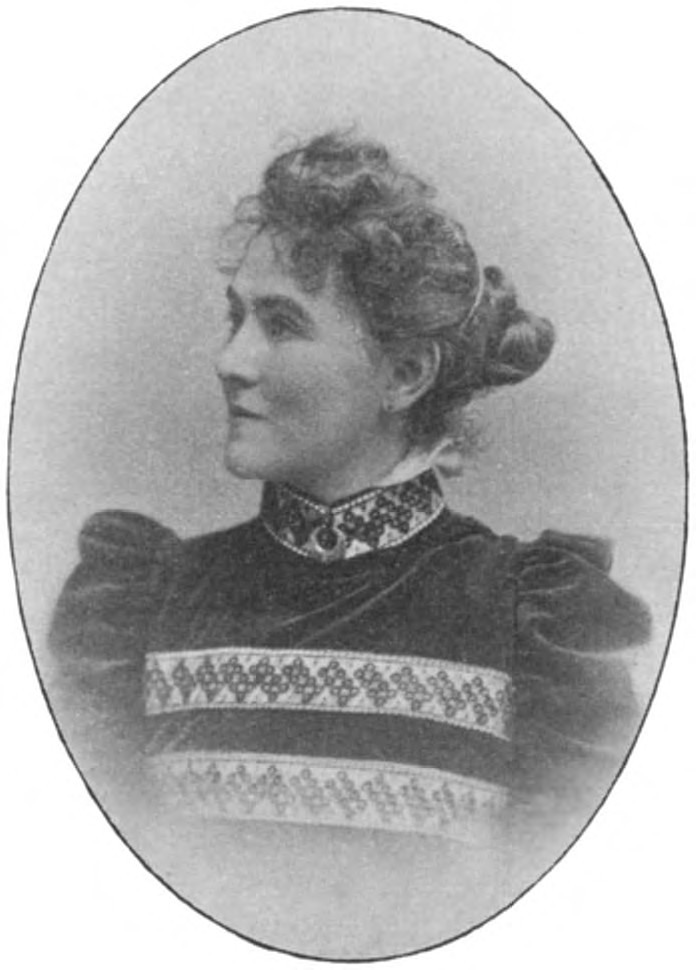
Rika Hopper in 1899
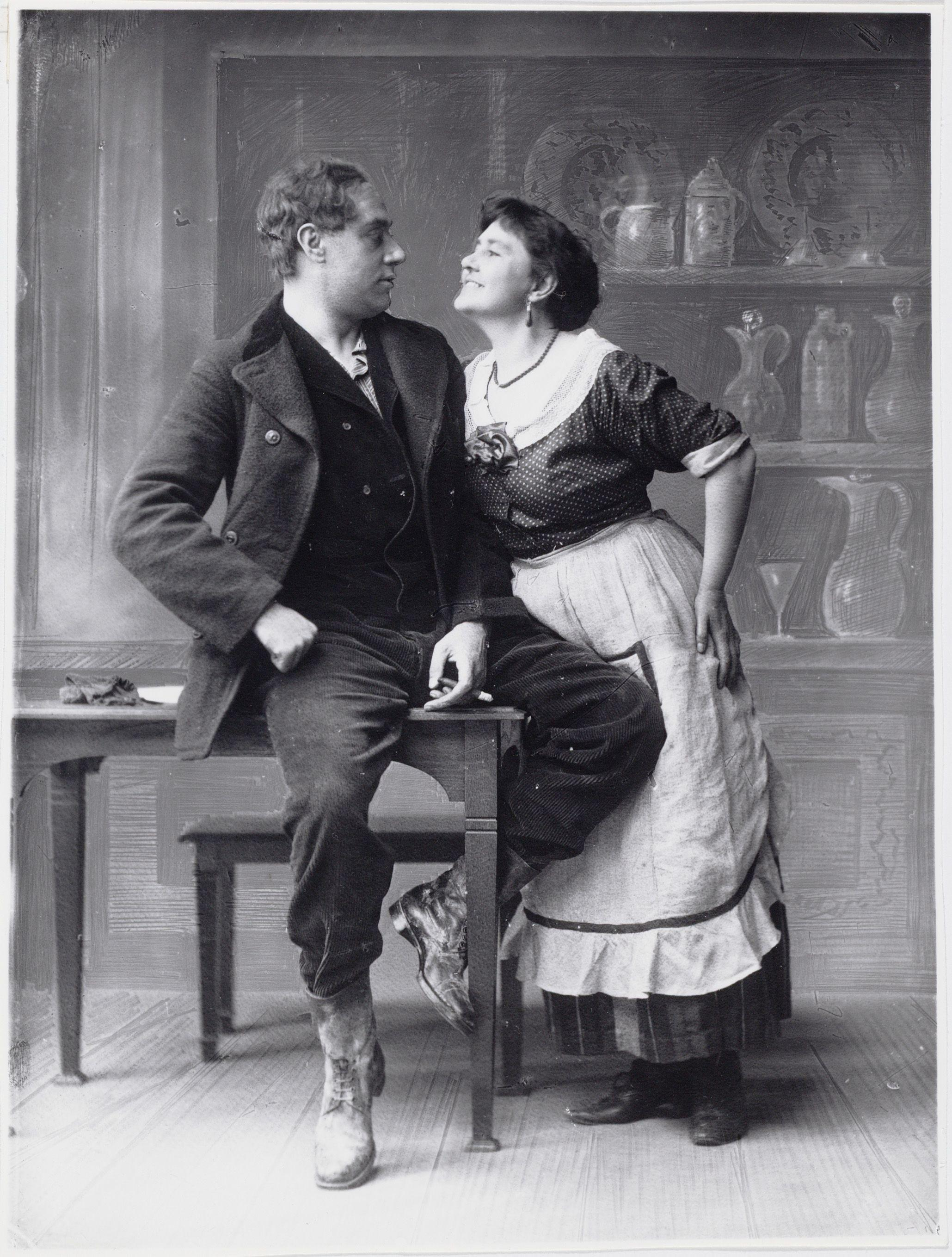
Met tegenspeler Jan Fabricius, ca. 1900
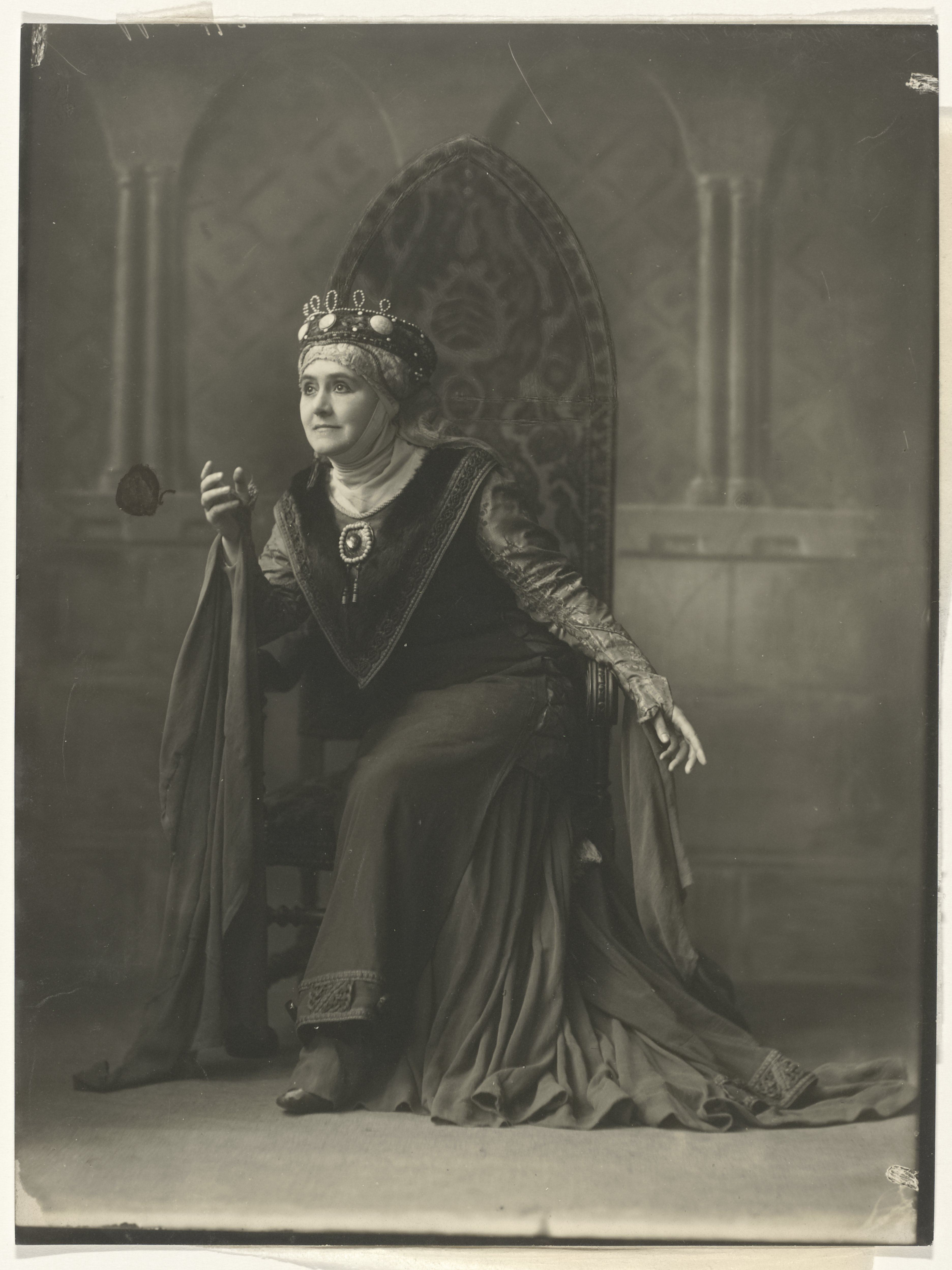
Rika Hopper als Badeloch in de Gijsbrecht van Aemstel, 1917
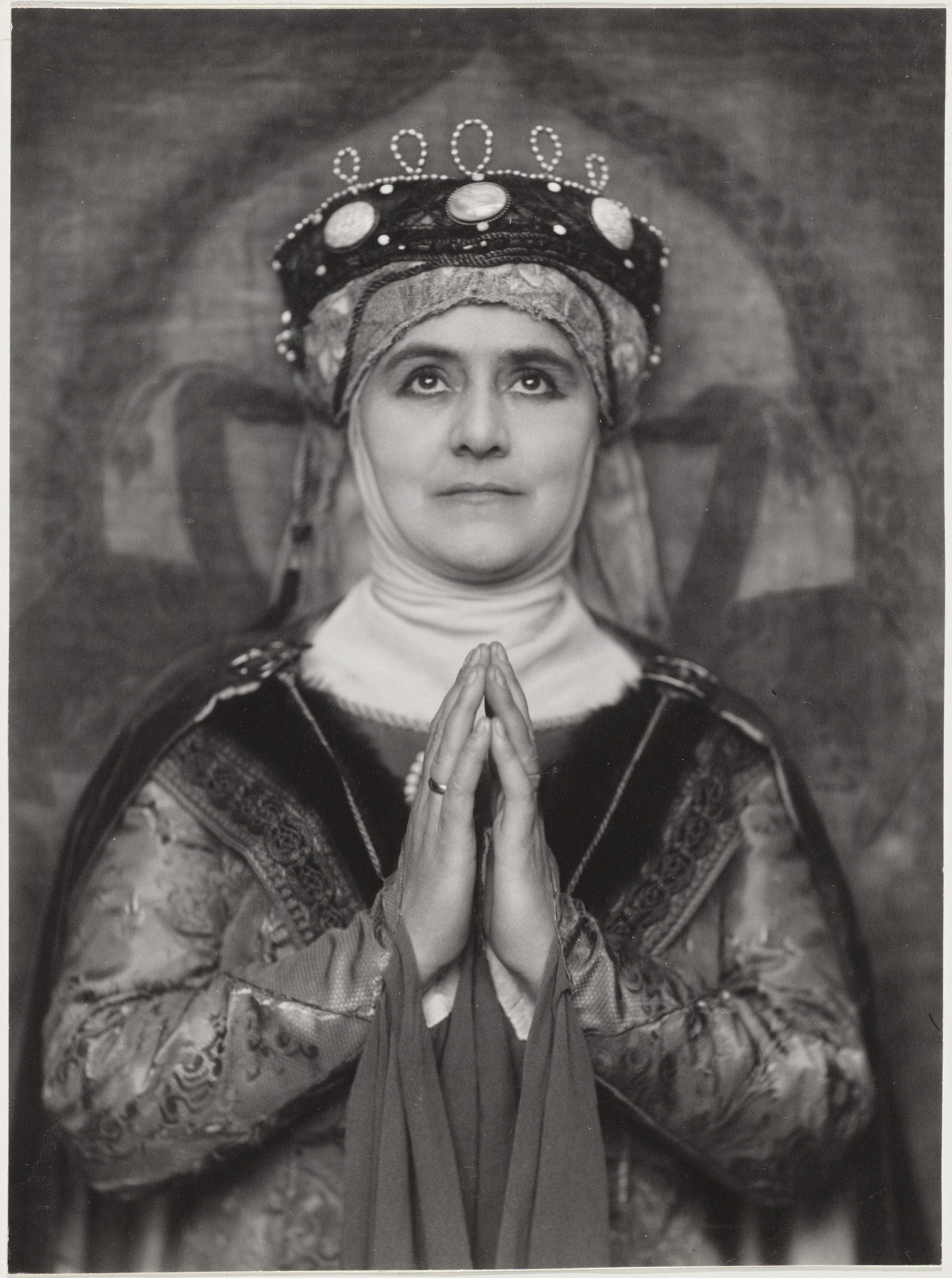
Hopper als Badeloch, 1917
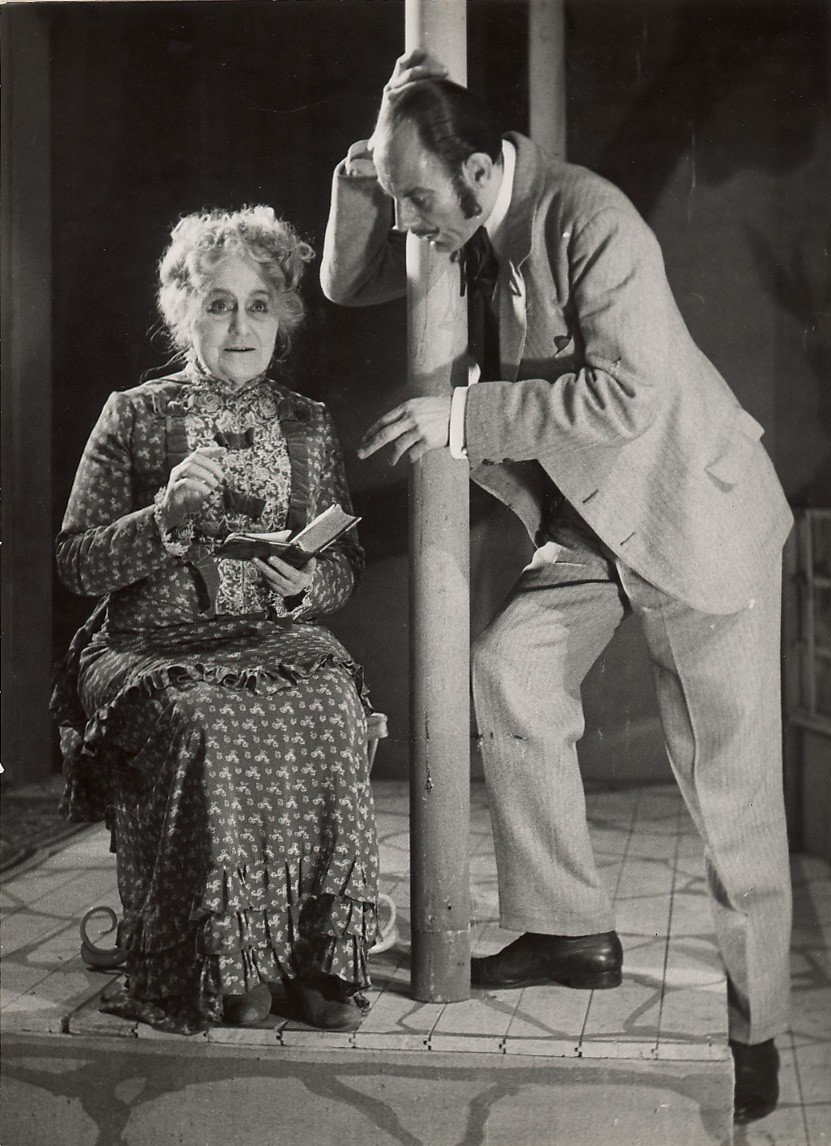
Met Han Bentz van den Berg in Een ander deel van het woud van Lillian Hellman, 1948

- Biografisch Portaal: 24606403
- International Standard Name Identifier: 0000 0003 9146 7302
- Nederlandse Thesaurus van Auteursnamen: 070334161
- Virtual International Authority File: 285334545
- WorldCat: E39PBJjxwWXfRF7yWw3HCQycfq